# Windows Server 2022
Windows Server 2022 je aktuální serverová verze operačního systému z řady Windows NT od společnosti Microsoft a je nástupcem systému Windows Server 2019. Byl vydán 18. srpna 2021, tedy několik měsíců před vydáním desktopového systému Windows 11. Jeho podpora je naplánována do 14. října 2031.
Windows Server 2022 je založen na kódu Windows 10 (verze Iron), grafické prostředí je podobné verze Windows 10 21H2, avšak aktualizace s ním nejsou kompatibilní. Vyžaduje 64bitový procesor (stejně jako Windows Server 2019). Jeho nástupcem je Windows Server 2025.

## Vývoj a vydání
Poprvé byla nová verze oznámena 22. února 2021 a první preview verze uvolněna 3. března 2021. V září 2021 Microsoft oznámil, že SQL Server 2022 bude vydán v březnu 2022.

## Novinky
Windows Server 2022 obsahuje tyto novinky:

### Bezpečnost
- Podpora TPM 2.0
- Secured-core server; Credential Guard a HVCI.
- Šifrování komunikačního protokolu SMB pomocí šifrování AES-256.[7]

### Úložiště
- Služba migrace úložiště
- SMB komprese
- Zabezpečení a výkon úložiště

### Cloud
- Hybridní možnosti Azure

### Webový prohlížeč
- Microsoft Edge

## Hardwarové požadavky
| Hardware   | Minimální požadavky |
| ---------- | --- |
| CPU        | 1.4 GHz x86-64 procesor |
| RAM        | 2 GB |
| Úložiště   | Alespoň 32 GB volného místa |
| Displej    | Rozlišení alespoň 1024×768 pixelů |
| Network    | - Bezdrátový adaptér podporující IEEE 802.11 nebo - Ethernetový adapter s rychlostí alespoň 1 Gbps nebo - Síťová karta s minimální rychlostí 1 Gbps |
| Firmware   | UEFI 2.3.1c systém podporující secure boot (vyžadováno jen pro některé vlastnosti)                                                                  |
| Bezpečnost | TPM 2.0 (vyžadováno jen pro některé vlastnosti) |